# Gabriel Ochoa Uribe
Gabriel Ochoa Uribe (Sopetrán, 20 novembre 1929 – Cali, 8 agosto 2020) è stato un allenatore di calcio e calciatore colombiano, di ruolo portiere. Con i suoi 14 titoli vinti è il tecnico colombiano di maggior successo nella storia del campionato di calcio colombiano.

## Carriera

### Club
Nato a Sopetrán, Antioquia il 20 novembre de 1929, arrivò all'América de Cali nel 1946, dove fu soprannominato Ochoíta, a causa della sua giovane età, e vi rimase fino al 1948 giocando da titolare per cinque partite nel campionato di calcio colombiano. Alla fine dell'anno passò ai Millonarios.
Durante il suo periodo ai Millonarios, vinse quattro titoli nazionali, nel 1949, 1951, 1952 e 1953. Successivamente passò all'America Football Club di Rio de Janeiro, in Brasile, diventando così il secondo portiere colombiano a giocare all'estero, e si classificò al secondo posto nel Campionato Carioca 1955. Tornò poi al Millonarios, ritirandosi nel 1958 e assumendone subito la guida, portando la squadra al secondo posto nel campionato nazionale.
Nel 1952 sostituì in campo Alfredo Di Stéfano, infortunatosi la sera prima di una partita a Bucaramanga, segnando il primo gol della vittoria per 7-1, divenendo così il primo portiere a realizzare un gol nel campionato di calcio colombiano.

### Allenatore
Con i Millonarios arrivò a conquistare 10 titoli tra carriera di allenatore e giocatore, ed inoltre fu il primo a guidare una squadra colombiana in semifinale di Copa Libertadores. Dal 1966 al 1968 allenò l'Independiente Santa Fe, vincendo un altro titolo nel 1966, e fino al 1977 allenò nuovamente i Millonarios.
Nel 1979 firmò il contratto con l'América de Cali, fino ad allora un club modesto, popolare ma non particolarmente vincente, e lo portò a 7 titoli nazionali (di cui cinque consecutivi), e per tre anni consecutivi la squadra arrivò alla finale di Copa Libertadores. Nel 1991 terminò la sua carriera come allenatore.
Fu commissario tecnico della Colombia, nel 1959, durante il Campeonato Sudamericano de Football 1963 e nel 1985, durante le qualificazioni per Messico 1986.

## Palmarès

### Club

#### Competizioni nazionali
- Campionato colombiano: 4

Millonarios: 1949, 1951, 1952, 1953
- Coppa della Colombia: 1

Millonarios: 1953

### Allenatore
- Campionato colombiano: 14  (record)

Millonarios: 1959, 1961, 1962, 1963, 1964, 1972
Santa Fe: 1966
América de Cali: 1979, 1982, 1983, 1984, 1985, 1986, 1990